# آدات
آدات (به لاتین: Avdat) یک منطقهٔ مسکونی در اسرائیل است که در استان جنوب (اسرائیل) واقع شده‌است.